# Gilbert Coursier
Gilbert Coursier (Cavaillon) was een Frans hoornist.
Gilbert Coursier studeerde bij Jean Devemy aan het Conservatoire national supérieur de musique in Parijs. Na het winnen van het Internationale muziekconcours in Genève (CIEM) werd hij solo-hoornist in het orkest van de Théâtre National de l'Opéra-Comique en de Opera van Parijs. Hij speelde 20 jaar in het Quintette à vent français.
- Bibsys: 6014568
- Biblioteca Nacional de España: XX1613907
- Bibliothèque nationale de France: cb13980107g (data)
- CiNii: DA12389752
- International Standard Name Identifier: 0000 0000 4483 3005
- Library of Congress Control Number: no92019517
- MusicBrainz: 5980af71-78ca-4da1-b024-1fd4c9cf6630
- Nationale Bibliotheek van Israël: 987007314993605171
- Nationale Bibliotheek van Polen: a0000002567270
- Système universitaire de documentation: 172412005
- Virtual International Authority File: 71586459
- WorldCat: E39PBJxhqvF9C7BfMThWqCX8G3